# Франк Рамзи
Франк Плъмптън Рамзи (22 февруари 1903 г., Кеймбридж, Англия – 19 януари 1930 г., Лондон, Англия) е английски математик.
Родителите му са Артър Стенли Рамзи и Агнес Мари Уилсън. Артър Рамзи е бил президент на колежа „Магдалена“ в Кеймбридж и преподавател по математика в същия колеж. Франк е бил най-големият от четирите деца в семейството. Имал е един брат и две сестри. Брат му става Кентърберийски архиепископ.
Рамзи постъпва в колежа „Уинчестър“ през 1915 г. и там печели стипендия за колежа „Тринити“ в Кеймбридж. През 1920 г., след завършването си в Уинчестър, постъпва в колежа Тринити да учи математика. В Кеймбридж Рамзи става стипендиант в по-горните курсове през 1921 г. и завършва с титлата Wrangler (студент завършващ с отличие по математика в Кеймбриджкия университет) след Mathematical Tripos (изпит за получаване на научна степен в Кеймбридж) през 1923 г.
След завършването си Рамзи е във Виена за известно време и се връща в Кеймбридж след като е избран за член на научно дружество на King's College Cambridge (някои университети в Кеймбридж) през 1924 г. Това е изключение, като се има в предвид, че Рамзи е едва вторият човек, който някога е избиран за член на King's College, без да е бил преди това студент там.
През 1925 г. Рамзи се жени за Летисия Бейкър, с която имат две дъщери. Следващата година той е назначен за университетски преподавател по математика и по-късно става ръководител на Катедрата по Математика в King's College. Кариерата му е била кратка, защото Рамзи умира от жълтеница в началото на 1930 г. – на 19 януари в Лондон.
Въпреки краткото време, през което е изнасял лекции в Кеймбридж, си е спечелил славата на изключителен преподавател.
Макар че Рамзи е работил основно в областта на математиката, той е творил в забележително широк кръг области за краткото време на своя живот. В областта на математиката, Рамзи поставя основите на нова математическа теория, сега наречена „Теорията на Рамзи“, той пише и за основите на икономиката („Статия за теорията на облагането с данъци“ и „Математическа теория за спестяванията“) и философията („Факти и твърдения“ и „Общоизвестното за правото и фактите“).